# فرد موریس (بازیکن فوتبال، زاده ۱۹۲۹)
فرد موریس (انگلیسی: Fred Morris; ۱۵ ژوئن ۱۹۲۹ – ۲۰ نوامبر ۱۹۹۸) بازیکن فوتبال اهل بریتانیا بود.
از باشگاه‌هایی که در آن بازی کرده‌است می‌توان به باشگاه فوتبال گیلینگام، باشگاه فوتبال والسال، باشگاه فوتبال آلترینچام، باشگاه فوتبال کرو آلکساندرا، باشگاه فوتبال لیورپول، و باشگاه فوتبال منزفیلد تاون اشاره کرد.